# Svealand

Svealand

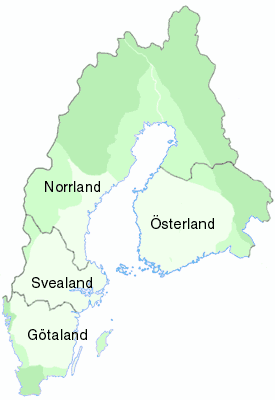
Els quatre territoris històrics de Suècia.

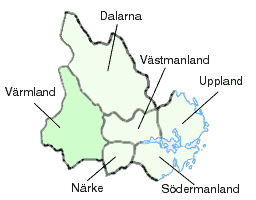
Svealand. Värmland estava unida a Götaland fins al.

Svealand, a vegades Suècia pròpiament dita és el nucli dels territoris històrics de Suècia. Es troba al centre sud del país i és un dels tres territoris de Suècia, al nord limita amb Norrland i al sud amb Götaland. Boscos espessos, Tiveden, Tylöskog, Kolmården, separen Svealand de Götaland. Històricament els seus habitants eren anomenats Svear, una tribu germànica.
La capital de Svealand és Mälardalen.
El nom de Suècia deriva de Svealand, ja que el nom antic de Suècia en suec era Svea rike (actualment pronunciat com Sverige).

## Províncies
| - Dalarna - Närke - Södermanland - Uppland - Värmland - Västmanland | Dalarna · Närke · Södermanland · Uppland · Värmland · Västmanland |